# Kállay Béni
Nagykállói Kállay Béni (Kállay Benjámin) (Pest, 1839. december 22. – Bécs, 1903. július 13.) politikus, diplomata, történész. A Magyar és az Osztrák Tudományos Akadémia rendes tagja, a Budapesti Tudományegyetem tiszteletbeli doktora, a Szent István-rend közép-, majd nagykeresztjének birtokosa, az Osztrák–Magyar Monarchia belgrádi főkonzulja, az Osztrák–Magyar Monarchia közös pénzügyminisztere, majd ebbéli minőségében haláláig Bosznia kormányzója.

## Életrajza
A tekintélyes köznemesi származású nagykállói Kállay család sarja. Édesapja nagykállói Kállay István (1790–1845) közigazgatási-pénzügyi főtisztviselő, édesanyja ebecki Blaskovich Amália volt. Vallásfelekezete római katolikus volt.
Tanulmányait javarészt magánúton végezte Pesten, gyerekkorában egy ideig Táncsics Mihály volt a nevelője. Vámbéry Ármintól tanult meg törökül, de a szerb és orosz nyelvet is elsajátította. Megkülönböztetett érdeklődést tanúsított a Balkán és a Közel-Kelet politikai, gazdasági és kulturális élete iránt. 1865-től lehetősége adódott hosszabb balkáni tanulmányút folytatására, s ez mélyítette el benne a délszláv viszonyok rendszerezett ismeretét.
Az 1867. évi kiegyezést követően gróf Andrássy Gyula miniszterelnök javaslatára került a közös külügyminisztériumba. 1868 és 1875 között az Osztrák–Magyar Monarchia belgrádi főkonzuljaként és diplomáciai ügyvivőjeként teljesített szolgálatot. 1875 és 1878 között országgyűlési képviselő a Szabadelvű Párt színeiben, ahol a bel- és gazdaságpolitikában Sennyey Pál, míg a külpolitikában Andrássy Gyula irányvonalát támogatta. A Kelet Népe politikai napilap felelős szerkesztője 1876-ban. Az 1877-1878. évi orosz-török háború kirobbanása kapcsán elfoglalt álláspontja a konzervatív pártfeleitől való végleges eltávolodáshoz vezetett. 1879-ben, visszatérve a közös külügyminisztériumba, osztályfőnök, majd rendkívüli követi és meghatalmazott miniszteri címmel és jelleggel felruházott képviselő volt az európai kelet-ruméliai bizottságnál. 1881-ben a minisztérium tényleges vezetését látta el, így 1882-ben ő írta alá az osztrák–magyar–olasz szövetségi szerződést, a hármas szövetséghez kapcsolódva.
1882-ben vette át a közös pénzügyminisztérium irányítását, s e minőségében egyúttal az 1878 folyamán okkupált Bosznia-Hercegovina kormányzói tisztségét is, amit haláláig ellátott. Huszonegy évig tartó minisztersége példa nélkül áll, minek során pénzügyi területen elmélyült szakértelemmel és bölcs előrelátással járult hozzá az Osztrák–Magyar Monarchia, s azon belül is különösen Magyarország egyedülálló gazdasági fejlődésének előmozdításához. Bosznia-Hercegovina kormányzását illetően nevéhez fűződik a modern közigazgatás, valamint a rend és vagyonbiztonság megteremtése. Szarajevóban a „Nada” (magyarul: Remény) című lap legfőbb mecénása volt. 1890-ben a Magyar Tudományos Akadémia rendes tagjává választotta.
Utóda, Burián István báró szakított Kállay boszniai politikájával, és a muzulmán kisebbség felkarolása helyett a szerbek dominanciáját támogatta.

## Sírhelye

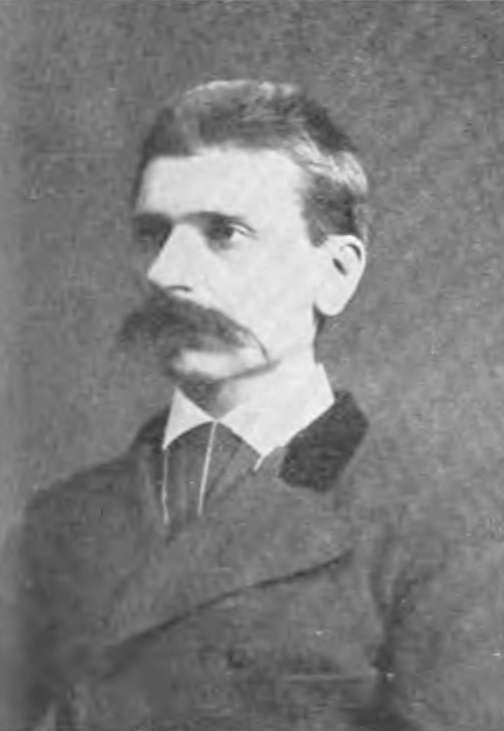
Kállay Béni Ellinger Ede fényképén

Kállay Bénit Budapesten, a Kerepesi úti temetőben lévő családi kriptában temették el. Özvegye, bethleni Bethlen Vilma grófnő (1850–1940), férjének halála után a Nógrád vármegyei Bercel községben telepedett le, s itt új családi kriptát építtetett. Az 1928-ban elkészült kriptába helyezték át a Kerepesi úti temetőben nyugvó családtagokat, majd ezt követően a később elhunytak is ide temetkeztek. A kripta a második világháborúban Budapest ostroma folyamán jelentős károsodást szenvedett, s állagát tovább súlyosbította elhagyatottsága és az enyészet romboló ereje. A kriptában nyugvó családtagokat 2001-ben ismét exhumálták, majd Bercelen, a római katolikus temető által felajánlott díszsírhelyen – melyet Györfi Sándor szobrászművész készített – helyezték végső nyugalomra.

## Írásai és fordításai
- John Stuart Mill művének fordítása a Szabadságról (Budapest, 1878) Ennek előszava: Holnap kiadó, Budapest, 1993 ISBN 963 346 0042
- A szerbek története 1780-tól 1815-ig (Bp., MTA kiadásában, 1877) (A Magyar Tudományos Akadémia Könyvkiadó Vállalata)
- Oroszország keleti törekvései (Bp., 1878)
- Galathea, Vasiliades új-görög drámájának fordítása (Bp., 1879)
- Olcsó vidéki vasutak Magyarországon (Bp., 1881)
- Magyarország a Kelet és Nyugat határán (Bp., 1883)
- Andrássy Gy. emlékezete (Bp., 1891)
- A mohamedánság helyzete Boszniában (Bp., 1900) Németül
- A szerb felkelés története I–II. (Bp., 1909) Németül (A Magyar Tudományos Akadémia Könyvkiadó Vállalata)